# Periandro

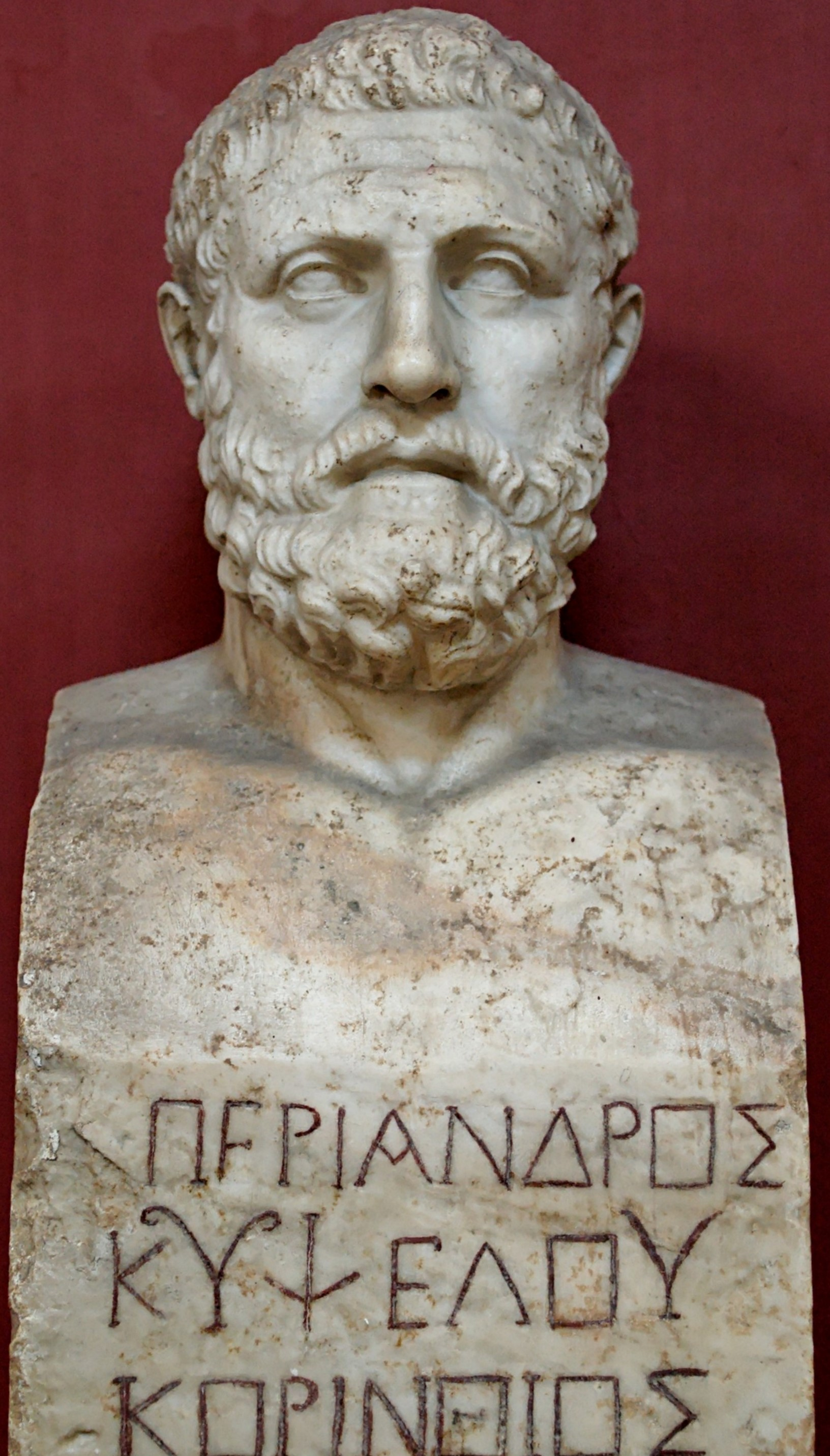
Busto de Periandro, copia de un original del, museo Pío-Clementino

Periandro (en griego: Περίανδρος) fue el segundo tirano de Corinto, en el siglo VII a. C., hijo y sucesor de Cípselo y uno de los Siete Sabios de Grecia. 

## Vida
Sucedió en el poder a su padre en el año 627 a. C. Desarrolló el puerto de Corinto, y construyó una rampa a través del istmo del mismo nombre, para que las naves pudieran ser arrastradas a través de los diolkos, evitando así la ruta marítima alrededor del Peloponeso. El dinero ganado de los diolkos permitió a Periandro suprimir los impuestos en todo Corinto. Sin embargo, el mismo personaje fue considerado, más adelante, un tirano malvado característico, como lo hace saber Aristóteles en sus escritos.
Entre sus prácticas tiránicas se habla de muchos jóvenes que fueron enviados a Córcira para ser castrados en Lidia, entre ellos el supuesto asesino de su propia esposa, Melisa, hija de Procles, el tirano de Epidauro, en un acceso de cólera a causa de una falsa acusación. 
Según Heródoto, aprendió su "salvajismo" del tirano Trasíbulo de Mileto, al que habría hecho preguntar lo que debía hacer y éste habría contestado derribando sólo las cabezas de los gérmenes de trigo, que sobresalian de las otras sin decir una palabra. Periandro comprendió que debía eliminar a los aristócratas, como los Baquíadas que podían amenazar su poder. Se apoyó sobre la plebe contra la nobleza y emprendió represiones violentas. 
Su hijo Licofrón de Corinto descubrió, posteriormente, que su padre era el verdadero asesino de su madre, y por eso Periandro decidió desterrarlo de Corinto, emitiendo, al mismo tiempo, una orden a todos sus colaboradores, en la que les prohibía que le dieran amparo. Periandro intentó más adelante reconciliarse con su hijo, pero Licofrón respondió que no pondría jamás los pies en Corinto, en tanto su padre residiese allí. Periandro aceptó, y planeó irse a Córcira, pero los corcirenses, que no quería que Periandro fuese a vivir con ellos, asesinaron a Licofrón. 
Periandro habría instituido un culto al fantasma de Melisa. 
Habría reinado 40 años, hasta el 585 a. C. Puesto que su hijo Licofrón había muerto y el otro, Cipselo el Joven, era mentalmente inestable, Psamético, hijo de Gordias (sin relación con ninguno de los faraones del mismo nombre), le sucedió. 
Convocó un concurso musical ganado por el célebre poeta Arión de Lesbos.
Fue incluido en el selecto grupo de los Siete sabios de Grecia, Diógenes Laercio contó cómo el tirano corintio quería evitar que sus enemigos descuartizaran su cuerpo cuando se quitara la vida, por lo que elaboró un plan. El monarca eligió un lugar apartado en el bosque y encargó a dos jóvenes militares que le asesinaran y enterraran allí mismo. Pero las órdenes del maquiavélico Periandro no acababan ahí: había encargado a otros dos hombres que siguieran a sus asesinos por encargo, les mataran y sepultaran un poco más lejos. A su vez, otros dos hombres debían acabar con los anteriores y enterrarlos algunos metros después, así hasta un número desconocido de muertos. En realidad, el plan para que el cadáver del sabio no fuera descubierto era brillante, pero en lugar de un suicidio tenía visos de masacre colectiva.
| Predecesor: Cípselo | Tiranos de Corinto 625 a. C. - 585 a. C. | Sucesor: Psamético |